# Stanley Cup-finalerna 1919
Stanley Cup-finalerna 1919 var slutspelsserien för ishockey för att utse Stanley Cup-mästarna 1919. Serien spelades  i Seattle, USA, mellan Montreal Canadiens och Seattle Metropolitans. Serien spelades i först till tre vunna matcher. Efter fem matcher, där varje lag vunnit två matcher och en match slutat oavgjort avbröts serien på grund av att spanska sjukan gjort att Montreal Canadiens inte kunde få ihop ett lag då de bara hade tre friska spelare. Detta skedde fem och en halv timme innan den sjätte och avgörande matchen skulle spelas och medförde att ingen mästare utropades. 
Joe Hall dog fyra dagar senare och inte heller Canadiens manager George Kennedy återhämtade sig utan dog 1921. I området kring Seattle dog omkring 5 000 personer till följd av pandemin.
Finalserien är den enda som påbörjats, men inte avslutats (säsongen 2004/2005 spelades inte alls).